# Potamium sanctae-mariae
Potamium sanctae-mariae är en bladmossart som beskrevs av Brotherus 1908. Potamium sanctae-mariae ingår i släktet Potamium och familjen Sematophyllaceae. Inga underarter finns listade i Catalogue of Life.